# OnlineTVRecorder
OnlineTVRecorder (OTR) ist ein webbasierter Online-Dienst, der registrierten Nutzern seit 2005 online die Funktionalität eines Videorekorders zur Verfügung stellt. Im Angebot sind rund 63 deutsche Fernsehsender, 13 schweizerische, 4 österreichische, 9 spanische, 4 französische, 24 britische, 18 amerikanische, je 2 aus Italien und China und je einer aus Polen, Japan und Korea. Gegen eine jährliche Premium-Nutzer-Nettogebühr von 24,99 Euro werden die meisten Sender durchgängig mit eigens zugeordnetem Empfänger aufgezeichnet. Eine Ausnahme bilden aus rechtlichen Gründen die Sender der RTL Group, bei denen jede aufzuzeichnende Sendungen zuvor programmiert werden muss (Stand Januar 2023). Das ist auch bei einigen Nischensendern vonnöten, weil sie sich alle wenige (vier?) Empfänger teilen müssen. Seit Mai 2023 ist RTL Television nicht mehr verfügbar. Die Domain ist auf den Seychellen registriert, die Webserver befinden sich in Tschechien. Einzahlungen werden an die TCU AG mit Sitz in Koblenz gerichtet und über den Dienst we-love-tv.com vorgenommen.
Die aufgezeichneten Sendungen können verschlüsselt heruntergeladen und verteilt werden. Sie sind nur drei Mal dekodierbar, wenn man bei Ausstrahlung angemeldeter Premiumnutzer bei OTR war und noch ist. Während OTR die aufgezeichneten Sendungen nur bis zu wenigen Wochen vorhält, bieten Mirrorserver von Drittanbietern eine längere Haltezeit. Insbesondere otr.datenkeller.net lässt Sendungen verschlüsselt solange online, bis sie einige Zeit nicht mehr heruntergeladen wurden. So sind beispielsweise fast alle beliebten Serien- und Filmklassiker mit Sendedatum ab 2009 verfügbar. Fremdanbieter otrkeyfinder.com bot eine Suchmaschine für Sendungen auf Mirrorservern an, wurde aber im Juni 2025 aufgrund juristischer Probleme eingestellt.

## Benutzerstatus
Die Benutzer werden in die Gruppen „Beginner“ und „Premium-User“ eingeteilt und je nach Gruppe in der Nutzung bevorzugt oder eingeschränkt. Seinen Status kann man durch Einsatz von „Good Will Points“ (GWP) verbessern. Beginner können 10 Sendungen im Monat ansehen bzw. herunterladen, Premium 120 Sendungen. Sowohl die US-Sender als auch die Sender aus Großbritannien kann man nur als „Premium-User“ ansehen. Weiterhin gibt es im Bedienkomfort Einschränkungen für „Beginner“, so müssen „Beginner“ jede Sendung einzeln vorab programmieren, während „Premium-User“ über Wishlisten Serien oder Filmreihen über den Titel programmieren können. Bei Herabstufung des Benutzerstatus sind alle Sendungen vor der Herabstufung weiterhin bereit zum Herunterladen bzw. Ansehen, aber danach müssen wieder alle Sendungen einzeln programmiert werden bzw. GWP für den „Premium-Status“ eingesetzt werden.
Der „Premium-Status“ muss monatlich mit GWP bezahlt werden, wobei die Anzahl der hierzu notwendigen GWP in letzter Zeit kontinuierlich erhöht wurde (anfangs 50, danach 60, seit Anfang 2015: 99, seit 2019: 199, seit 2023: 399), wobei die erzielbaren GWP pro Bannerklick gleichzeitig verringert wurde (anfangs max 3 GWP auf jetzt 0,08 GWP). Gleichzeitig wurde die Funktionalität für „Beginner“ immer stärker zusammengestrichen. Die zur Verfügung stehenden Werbebanner werden zeitlich gestaffelt, so dass man sich mehrmals täglich anmelden müsste, um alle Banner zu klicken. Seit Anfang 2015 ist zudem der Zugang zur Website zeitweise nur mit „Premium-Status“ möglich, da „Beginner“ ausgesperrt werden, sobald „sehr viele Besucher“ die Website besuchten.
OnlineTVRecorder betont immer wieder, dass es auch nur durch Bannerklicks (das heißt ohne Einzahlung) möglich sein soll, genügend GWP für den „Premium-Status“ sammeln zu können. In der Realität müssten aber ca. 4–8 Monate lang jeden Tag alle zur Verfügung stehenden Banner angeklickt werden, um genügend GWP für 1 Monat „Premium-Status“ zu sammeln, so dass ein dauerhafter „Premium-Status“ nur durch Einzahlungen möglich ist. Da 1 GWP bei Einzahlungen 1 Cent entspricht, kostet der „Premium-Status“ derzeit 3,99 Euro pro Monat (Stand: Januar 2023, Preisverdopplung im Vergleich zum Vorjahr) bzw. 2,08 € im Jahresabo. Für das Dekodieren von Sendungen, die älter als 30 Tage sind, und den Download über das inklusive Volumen hinaus kommen weitere Kosten hinzu, so dass man bei maximaler Ausnutzung der 120 Sendungen vier bis zehn Euro pro Monat bezahlt. Hinzu kommen weitere Kosten für direkte Downloads über 10 GB hinaus (bis 12 Cents pro GB).

## Aufzeichnung
Nach der Registrierung kann der Benutzer Sendungen auswählen, die er aufnehmen möchte. Die Auswahl erfolgt über ein elektronisches Fernsehprogramm, per Suche oder über eine kostenpflichtige SMS. Mitglieder der Premium-Gruppe können eine sogenannte Wishlist anlegen, mit der Sendungen automatisch aufgezeichnet werden, die bestimmten Kriterien entsprechen. So lassen sich beispielsweise alle Folgen einer Serie aufzeichnen. Zeitweise war es auch möglich das gesamte Fernsehprogramm aufzunehmen, wenn man sowohl bei Titel, Uhrzeit und Sender einen Platzhalter gesetzt hatte. Mittlerweile wurden Pflichtwerte definiert, so dass mindestens ein Feld eine Angabe erhalten muss. Bestehende All-In-Wishlisten funktionieren nach wie vor. Alle Aufnahmen werden verschlüsselt gespeichert und müssen dekodiert werden, bevor man sie ansehen kann. Somit können auch nur Anwender die eine Aufnahme programmiert haben, diese auch entschlüsseln.
Die Sendungen werden von Computern aufgezeichnet, die das DVB-S-Signal über den Satelliten Astra empfangen.
Die Aufnahmen sind 16 Minuten länger als die eigentliche Länge der Sendung, weil die Aufzeichnung sechs Minuten vor dem Beginn der Sendung startet und bis zehn Minuten nach dem Ende der Sendung andauert. Dies soll kleine Programmverschiebungen der Sender kompensieren. Bei den Pooling-Sendern wird die Aufnahme fünf Minuten vor Beginn der Sendung gestartet und fünf Minuten nach Sendungsende beendet.
Weiter ist es möglich, per „Buddy-System“ eigene Aufnahmen an bis zu fünf ausgewählte Freunde weiterzugeben, die diese Sendungen nicht programmiert haben. Dies orientiert sich am rechtlichen Rahmen der Privatkopie.

## Herunterladen
Die aufgezeichneten Sendungen können direkt von den OTR-Servern (tagsüber werden dafür GWPs abgezogen) heruntergeladen werden. OTR bietet für Premiumkunden auch eine „Happy Hour“ an (02:00 Uhr bis 06:00 Uhr), in welcher dies kostenlos, das heißt ohne Punktabzug ist. Die einzige Voraussetzung dafür ist, dass der Ladevorgang auch innerhalb der Happy Hour beendet werden muss, denn sonst wird das darüber hinaus entstandene Datenvolumen per GWP abgezogen (1 Gigabyte kostet 12 GWP; Berechnung erfolgt volumengenau). Man kann seine Aufnahmen aber auch über privat betriebene Mirrors oder über Peer-to-Peer-Netze kostenlos, ohne Abzug von GWP, herunterladen. Da die Dateien verschlüsselt sind und nur mit einem Decoder entschlüsselt werden können, der online prüft, ob die Aufnahme programmiert oder in einer aktiven Wishlist steht, geht OTR davon aus, dass die verschlüsselten Dateien auf Mirrors verbreitet werden können, ohne das Urheberrecht zu verletzen. Somit sind die Dateien auch auf vielen deutschen Mirrorseiten direkt ohne Authentifizierung herunterzuladen, da nur Anwender, die eine Aufnahme programmiert haben, diese auch entschlüsseln können.
Einnahmen entstehen durch Bannerwerbung und (freiwillige) Einzahlungen von Benutzern, durch die man sich den jeweiligen Status und damit auch eine festgelegte Anzahl von Dekodierungen der Dateien pro Status und Monat erkaufen kann. Durch vorzeitige Status-Verlängerung sind weitere Dekodierungen zu erwerben. Weiterhin ist es möglich, bei einigen Mirror-Servern priorisierte „Download-Slots“ zu kaufen, um die Warteschlange zu umgehen.

## Entschlüsselung

### Technische Umsetzung
Nach dem Herunterladen müssen die Dateien durch einen Dekoder entschlüsselt werden. Sofern der Benutzer einen Premium-Account hat, stehen auch unverschlüsselte und fertig geschnittene Aufnahmen zur Verfügung. Der jeweils bereitstellende Server überprüft die Berechtigung des herunterladenden Benutzers durch authentifizierten Download-Link. Der Dekoder erfordert eine Internetverbindung zur Übertragung von Passwort und Schlüssel. So soll sichergestellt werden, dass nur jene Benutzer eine Sendung erhalten, die sie vor Sendungsaufzeichnung programmiert haben, und damit der Charakter der privaten Aufzeichnung gewahrt bleibt.

### Endprodukt
Die dekodierte Videodatei ist eine mit dem weitverbreiteten MPEG-4-Codec DivX komprimierte AVI-Datei ohne DRM.
Bei besonders gefragten Sendungen werden auch die Formate H.264 (in SD und teilweise in HD), MP4 sowie der Online-Stream angeboten.
Wie bei echten Videorekordern wird die Werbung auch aufgenommen. Mit den Decodern oder Werkzeugen wie Cutassistant und OTR-Megaplayer kann sie jedoch automatisiert herausgeschnitten oder einfach beim Abspielen übersprungen werden; die Benutzer tauschen dazu Schnittlisten aus. Die Verwendung von Schnittlisten korrigiert auch überzogene Sendungen, durch automatisches herunterladen und Decodieren der nachfolgenden Aufnahmen, auch wenn diese selbst nicht programmiert wurde.

## Good Will Points
Nachdem eine umfangreiche Nutzung heute fast nur noch zahlenderweise möglich ist, war dies anfänglich noch über sogenannte Good Will Points möglich. Um die OTR-Nutzer dazu zu motivieren, möglichst viel zur Kostendeckung von OTR beizutragen – durch Klicks auf die Selbsteinbucher-Banner und Einzahlungen – wurde am 15. März 2007 das System der "Good Will Points" (GWP) eingeführt. GWPs dienen als „Währung“ von OTR. Durch sie kann man eine Einteilung in die Gruppe „Premium“ erreichen, was mit Vorzügen einhergeht: Man kann z. B. die Werbung auf den Webseiten abschalten und mehr Dekodierungen vornehmen. Außerdem kann man mit GWPs gewisse Zusatzleistungen kaufen, z. B. die Warteschlange beim Herunterladen überspringen. Daneben kann man seinen Status auch durch "Pay per click" (PPC) erreichen.
Neben den Aktionen, die direkt zur Kostendeckung von OTR beitrugen, belohnte das System anfangs auch anderes Benutzerverhalten, wie Dekodierungen, Anmelden auf der Website oder die Dauer der Mitgliedschaft. Diese zusätzlichen Punkte wurden aber schrittweise reduziert. Auch für Beiträge im anhängenden Forum gibt es keine GWPs mehr.
Das zunächst eingeführte GWP-System hatte das Problem, dass es nicht alle anfallenden Kosten von OTR abdeckte. Deswegen wurde am 28. März 2008 ein überarbeitetes Bewertungssystem "GWP 2.0" eingeführt. Dieses enthielt abermals weniger Möglichkeiten, GWPs ohne eine Einzahlung zu erwerben (z. B. wurden Bannerklicks weniger vergütet), und es war in der Berechnung komplizierter, u. a. durch die Einführung eines zusätzlichen „Score-Wertes“ neben den GWP. Nach vielen Beschwerden wurden die Regeln für die Version GWP 2.0 mehrmals abgeändert.
Auf der Suche nach einem möglichst verständlichen, gerechten und kostendeckenden System wurde am 4. Juni 2008 GWP 3.0 in Kraft gesetzt. Auch dieses System wird weiterhin geändert und angepasst. Die Gruppe „Sponsor“, zuvor zwischen „Beginner“ und „Premium“ angesiedelt, wurde zum 4. Juni 2009 abgeschafft.
1 GWP entspricht bei Einzahlungen 1 Cent.

## Formate
Im 4:3-Format aufgezeichnete Sendungen werden DivX-codiert mit einer Auflösung von 576 × 432 Pixeln zur Verfügung gestellt. Dieses Format können die meisten derzeit handelsüblichen DVD-Spieler abspielen. Sendungen, die in anamorphem 16:9 ausgestrahlt werden, werden mit einer Auflösung von 640 × 360 Pixeln (entspricht bei quadratischen Pixeln einem Seitenverhältnis von 16:9) codiert, um die Kompatibilität zu DVD-Playern zu verbessern, die eine möglicherweise im AVI-Dateiheader enthaltene Display Aspect Ratio meist nicht auslesen können.
Die meisten programmierten Aufnahmen werden mittlerweile nur noch in den höher auflösenden Formaten AVI, HQ und HD angeboten. Das niedrig auflösende Format MP4 wird in der Regel nur noch für Dailys, wie Quizsendungen, Trash TV und Sendungen wie Nachrichten oder Talkshows verwendet, bei denen sich die hohe Qualität nicht anbietet.
- AVI: 576 × 432 Pixel mit H.264-Video und AAC-Audiocodec, vor allem für mobile Endgeräte vorgesehen. Ein "Highquality" MP4-Format ist ebenfalls verfügbar.
- High-Quality (HQ): 720 × 576 Pixel (volle PAL-Auflösung) mit H.264-Video bis zu 1200 kbit/s und MP3-Audiocodec mit 192 kbit/s im AVI- oder MP4-Container.
- HDTV (HD): Die aufgenommene Auflösung und Bildrate orientiert sich an der Ausstrahlung; somit werden die meisten deutschsprachigen HD-Sender in 720p50 aufgenommen, Anixe, ServusTV sowie sämtliche amerikanischen Sender in 1080i. Das Bild ist mit dem H.264-Codec und variabler Bitrate im AVI-Container codiert, die Tonspur liegt im MP3-Format mit 224 kbps vor. Eine AC3-Tonspur, die der vom Sender ausgestrahlten entspricht, wird als separate Datei angeboten.

## Sender
Es können Sendungen von dutzenden Sendern aufgezeichnet werden. Darunter deutsche, US-amerikanische, Sender aus Großbritannien, aus Frankreich, Spanien sowie Polen.
Aus dem Programm der deutschen Sender werden folgende Programme vollständig aufgezeichnet: Das Erste, 3sat, Arte, BR Fernsehen, ARD-alpha, Comedy Central, One, hr-fernsehen, Kabel eins, KiKA, MDR Fernsehen, NDR Fernsehen, Nick, Phoenix, ProSieben, Nitro, Sat.1, sixx, SWR Fernsehen, Tele 5, VOX, WDR Fernsehen, ZDF, rbb Fernsehen, ZDFinfo, ZDFneo. Aufnahmen in HD-Qualität werden von allen freien HD-Sendern, sofern genügend Programmierungen vorliegen, getätigt.
Die Sender der RTL Group werden aufgrund eines Rechtsstreits mit Wirkung zum 14. Januar 2019 nicht mehr aufgezeichnet, Dekodierungen der RTL-Aufnahmen waren nur noch bis zum 31. Januar 2019 möglich. Seit dem 4. März 2020 erfolgen wieder die Aufzeichnungen der RTL-Sendergruppe, mit Ausnahme von RTL Television selbst. Diese können aber nur über das EPG programmiert werden. Eine Nutzung der Suche und der Wishlisten ist nicht möglich. Auch beim Download gibt es Besonderheiten, weil diese Aufnahmen nicht auf Mirrors erhältlich sind. Unverschlüsselte Aufnahmen können nur an den Googledrive oder Dropbox übertragen werden.
Neue Sender werden nach Nutzerwünschen als Pooling-Sender hinzugefügt, wenn sie über einen der Astra-Satelliten auf 19,2° Ost unverschlüsselt ausgestrahlt werden.

## Kritik
- Für Nutzer, die ihren GWP-Kontostand nicht durch Einzahlungen, sondern durch Klicks auf Werbung auffüllen, kann es zu Gefährdungen durch Schadsoftware kommen, die über Werbungsanbieter eingeschleust wird. Im April 2010 wurden auf OnlineTVRecorder zum wiederholten Mal durch einen Werbeanbieter sogenannte Trojaner eingeschleust.[13]
- Durch den Ausschluss von Projekten Dritter, wie einem beliebten Mirror und einer Suchmaschine für die Aufnahmen, kam OTR vor allem im eigenen Forum in Kritik.[14][15]
- Der Jugendschutz ist nicht gewährleistet. Es gibt keine funktionierende Alterskontrolle, Minderjährige können sich somit für sie ungeeignete Sendungen ansehen.
- Anfang des Jahres 2016 stellte OTR die Geschäftsbedingungen um. Von nun an mussten Premium-Nutzer pro Dekodierung 5 Cent bezahlen, wenn sie zum Zeitpunkt der Fernsehausstrahlung nicht über einen Premium-Account verfügt haben. Diese Umstellung wurde von OTR aber nicht ausreichend an die Nutzer kommuniziert, so dass es zu zahlreichen Beschwerden kam. Das Geld wurde ohne weitere Mitteilung vom Guthaben abgezogen. Viele Nutzer bemerkten dies erst Wochen später. OTR hat im Laufe des 1. Quartals 2016 nachgebessert und die Dekodierung solcher Aufnahmen gesperrt. Die Sperre kann jeder Nutzer selbst in seinem Account aufheben.[16]
- Das neue Einzahlungssystem erfolgt über einen Drittanbieter. Hierbei werden in Deutschland direkt bei Einzahlung des Guthabens Mehrwertsteuer abgeführt. Der Kauf des Premiumstatus wird jedoch nicht mehr weiter versteuert. Dies bedeutet, dass die Mehrwertsteuer nicht auf einen Einkauf fällig wird, sondern bereits bei der Aufladung des Guthabens. Der Einzahlungsdienst we-love-tv.com fragt den Nutzer vor dessen ersten Einzahlung nach dem Wohnsitz, um die Mehrwertsteuer zu berechnen und korrekt abzuführen. Der Dienst verweist aber darauf, dass die Daten nicht überprüft werden. Der Nutzer wird somit dazu verleitet, seinen Wohnort entsprechend der Mehrwertsteuer auszuwählen.[17]
- Nach aktueller Rechtsprechung ist das Geschäftskonzept illegal. Ein abschließendes Urteil des Bundesgerichtshofes steht noch aus. Es betrifft neben Onlinetvrecorder auch ähnliche Anbieter wie Save.TV und YOUTV.

## Rechtliches
Das Geschäftskonzept von Shift TV, dessen Betreiber Netlantic GmbH in Unterföhring in Deutschland ansässig ist, wurde vom Oberlandesgericht Dresden für die Aufzeichnung von RTL und Sat.1 für unzulässig erklärt (Urteil vom 5. Dezember 2006, Az.: 14 U 1735/06).
Am 4. August 2006 hat die ProSiebenSat.1 Media AG beim Landgericht Leipzig ein Urteil gegen OnlineTVRecorder erwirkt. Nach dem Urteil des Leipziger Gerichts wurde es ihm untersagt, Programme zu speichern, zu vervielfältigen, öffentlich zugänglich zu machen oder Dritten zu übermitteln, wie die Sendergruppe mitteilte. Später stellte sich aber heraus, dass das Urteil gegen den ehemaligen Besitzer der Domain gerichtet war. Das Unternehmen OnlineTVRecorder vertritt demgegenüber den Standpunkt, dass OTR laut § 53 des Urheberrechtsgesetzes legal sei, wonach jedermann ein Anrecht auf eine (auch durch Dritte angefertigte) Privatkopie hat, solange die Kopie ohne finanzielle Gegenleistung zur Verfügung gestellt wird. Weiter beruft sich OnlineTVRecorder darauf, dass jeder ein Recht habe, privat Mitschnitte von TV-Sendungen anfertigen zu lassen und diese auch unentgeltlich an Dritte weitergeben zu dürfen. Mittels der proprietären Verschlüsselung wird versucht sicherzustellen, dass nur Sendungen dekodiert werden können, deren Aufzeichnung der Benutzer vorher selbst in Auftrag gegeben habe.
Einen Urteilsspruch nach einer Klage der RTL Group gegen die Online-Videorekorder wegen Verstoßes gegen das Urheberrecht fällte am 22. April 2009 der Bundesgerichtshof (AZ: I ZR 216/06). Das Gericht stellte fest, dass die kommerzielle Vervielfältigung grundsätzlich gegen das Urheberrecht verstößt, jedoch in Ausnahmefällen erlaubt ist. Dabei muss sichergestellt sein, dass die kommerziellen Anbieter lediglich auf einen „persönlichen Videorekorder“ aufzeichnen und die Inhalte keinen Dritten zur Verfügung stehen. Dies trifft auf einige browserbasierte Dienste wie Save.TV zu, die sich in dem Urteil bestärkt sehen. RTL beantragte daraufhin eine Revision des Urteils, woraufhin die Sache zurück ans OLG Dresden verwiesen wurde; am 12. Juli 2011 bestätigte dieses (AZ 14 U 801/07) das Urteil des BGH, wonach die Dienstleistung eines „persönlichen Videorekorders“ grundsätzlich erlaubt ist, sofern die Aufnahmen keinem Dritten zur Verfügung gestellt werden. Unklar ist nach diesem Urteil allerdings noch, ob diese Dienstleistung die Senderechte der Sender im Sinne eines wettbewerbswidrigen Monopols mit Abschlusszwang für den Kunden verletzt; hierzu wird eine Entscheidung des Deutschen Patent- und Markenamts erwartet.
Am 8. November 2018 erfolgte auf Anordnung des Amtsgerichtes Koblenz aufgrund einer Klage der RTL Group eine Hausdurchsuchung in den Geschäftsräumen des OTR-Dienstleisters TCU AG. Mitte Januar 2019 stellte OTR die Aufzeichnung von Sendern der RTL Group ein. Ein Zusammenhang ist nicht gesichert. Seit dem 4. März 2019 erfolgt wieder die Aufzeichnung der RTL Sendergruppe, mit Ausnahme von RTL Television selbst.
Seit Anfang September 2020 sind für Nutzer aus Deutschland keine Aufzeichnungen der RTL-Gruppe mehr möglich. Als Grund dafür werden laufende gerichtliche Auseinandersetzungen genannt.